# Ан-24

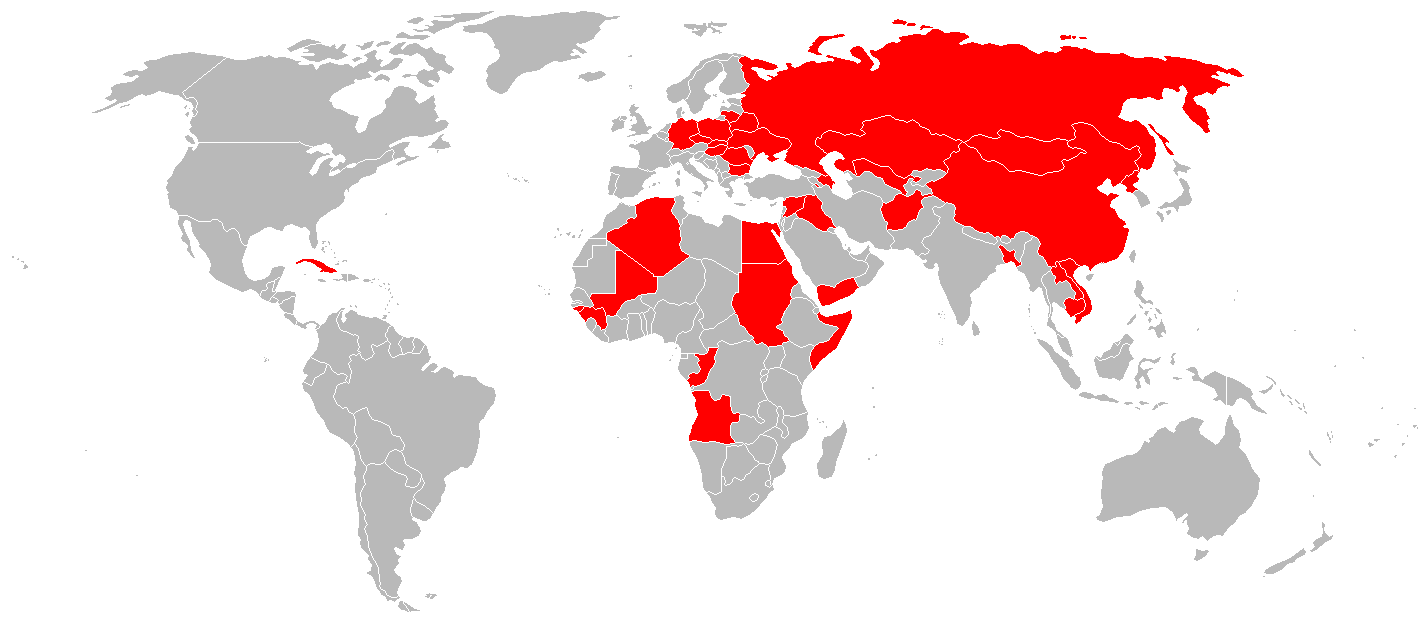
Карта операторів літака Ан-24

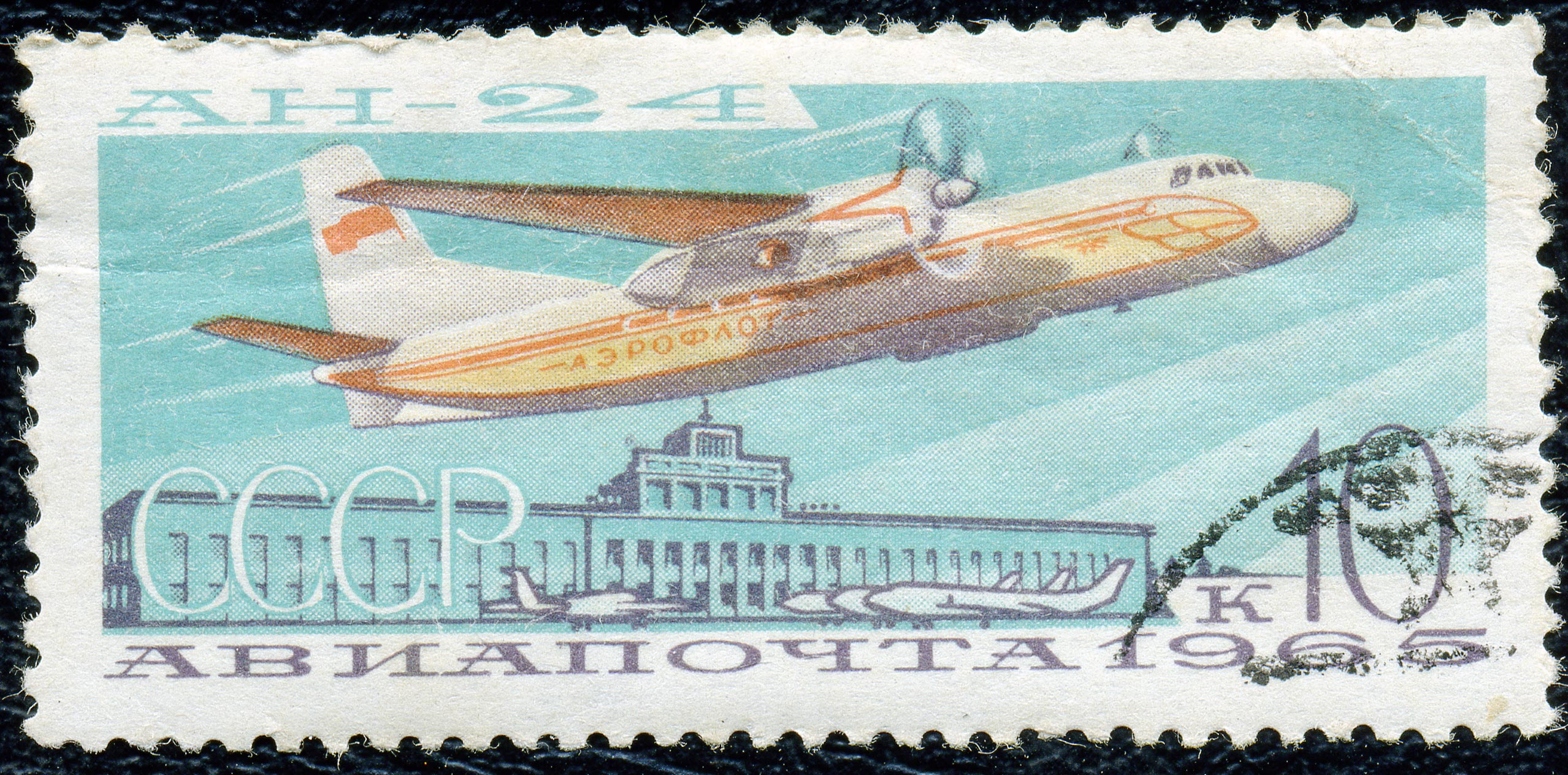
Поштова марка СРСР. 1965. Ан-24

Ан-24 (з кодифікації НАТО: Coke; — «Кокс») — турбогвинтовий пасажирський літак для ліній малої та середньої протяжності. Має дальність 3000 км, крейсерську швидкість 420 км/год, максимальну злітну масу 21 т. Оснащений двома турбогвинтовими двигунами АІ-24 з повітряним гвинтом АВ-72Т змінного кроку. Ан-24 випускався з 1959 по 1979. Було випущено 1367 таких літаків, станом на 2025 рік в експлуатації були 87 з них і ще понад 200 на зберіганні, в основному в країнах колишнього СРСР та Африки.

## Історія створення
Розробка нового дводвигунного пасажирського літака Ан-24, призначеного для експлуатації на місцевих авіалініях, почалася в АНТК імені Олега Антонова 1958 року відповідно до постанови РМ СРСР № 1417—656 від 18 грудня 1957 року. Згідно з завданням, літак повинен був перевозити пасажирів з еквівалентним навантаженням 4000 кг на відстань до 400 км з крейсерською швидкістю 450 км/год. Передбачалося застосування двигунів АІ-24.
Перший політ Ан-24 зробив 20 жовтня 1959, за штурвалом якого знаходився екіпаж льотчика-випробувача Г. І. Лисенка. У 1961 році проходили заводські і державні випробування. Серійне виробництво літака почалося на початку 1962 року на заводі № 473 у Києві. У вересні 1962 року відбувся перший технічний рейс з пасажирами. 31 жовтня 1962 почалася експлуатація літака на авіатрасі Київ-Херсон.
Виробництво літака тривало до 1979 року. З 1962 року по 1979 було випущено понад 1200 машин, з них 1028 випустив Київський авіаційний завод «Авіант». Також Ан-24 випускався у Китаї під назвою Y-7.

## Конструкція
- Двомоторний турбогвинтовий високоплан з прямим крилом і однокільовим класичним оперенням.

## Технічний опис[4]
Фюзеляж герметичний, типу півмонокок. Силова конструкція складається з набору стрингерів і балок. Замість клепки застосовані клеєзварні з'єднання. Переріз фюзеляжу утворено двома дугами різного діаметра. У носовій частині фюзеляжу розташована кабіна екіпажа. За нею розміщено пасажирський салон, буфет, туалет, гардероб і багажний відсік.
Крило — трапецієподібної форми в плані, кесонного типу, великого подовження. Крило складається з двох лонжеронів. На центроплані розташовується два однощілинні закрилки, а на консолях — два 2 висувних двощілинні закрилки. Також на консолях розміщені два розрізних елерони. Хвостове оперення — традиційне, доповнене підфюзеляжним кілем.
Шасі літака — триопорне: дві головних опори і одна передня. Подвійні колеса на кожній стійці. Тиск всередині пневматики, регулюється в польоті і на землі.
Силова установка складається з двох турбогвинтових двигунів АІ-24 конструкції О. Г. Івченка з чотирилопатевими повітряними гвинтами АВ-72Т і агрегату автономного запуску ТГ-16. Діаметр гвинтів 3,9 м. Потужність кожного двигуна на злітному режимі — 2550 к.с. Паливо розміщується в 4 м'яких баках в центроплані.

## Технічні характеристики

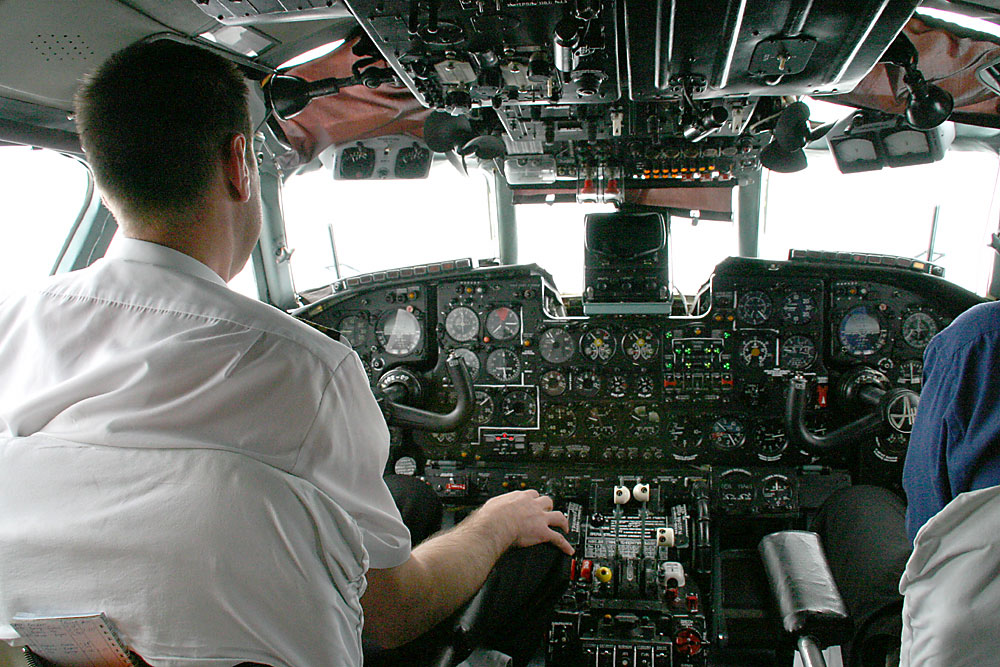
Кабіна пілотів Ан-24

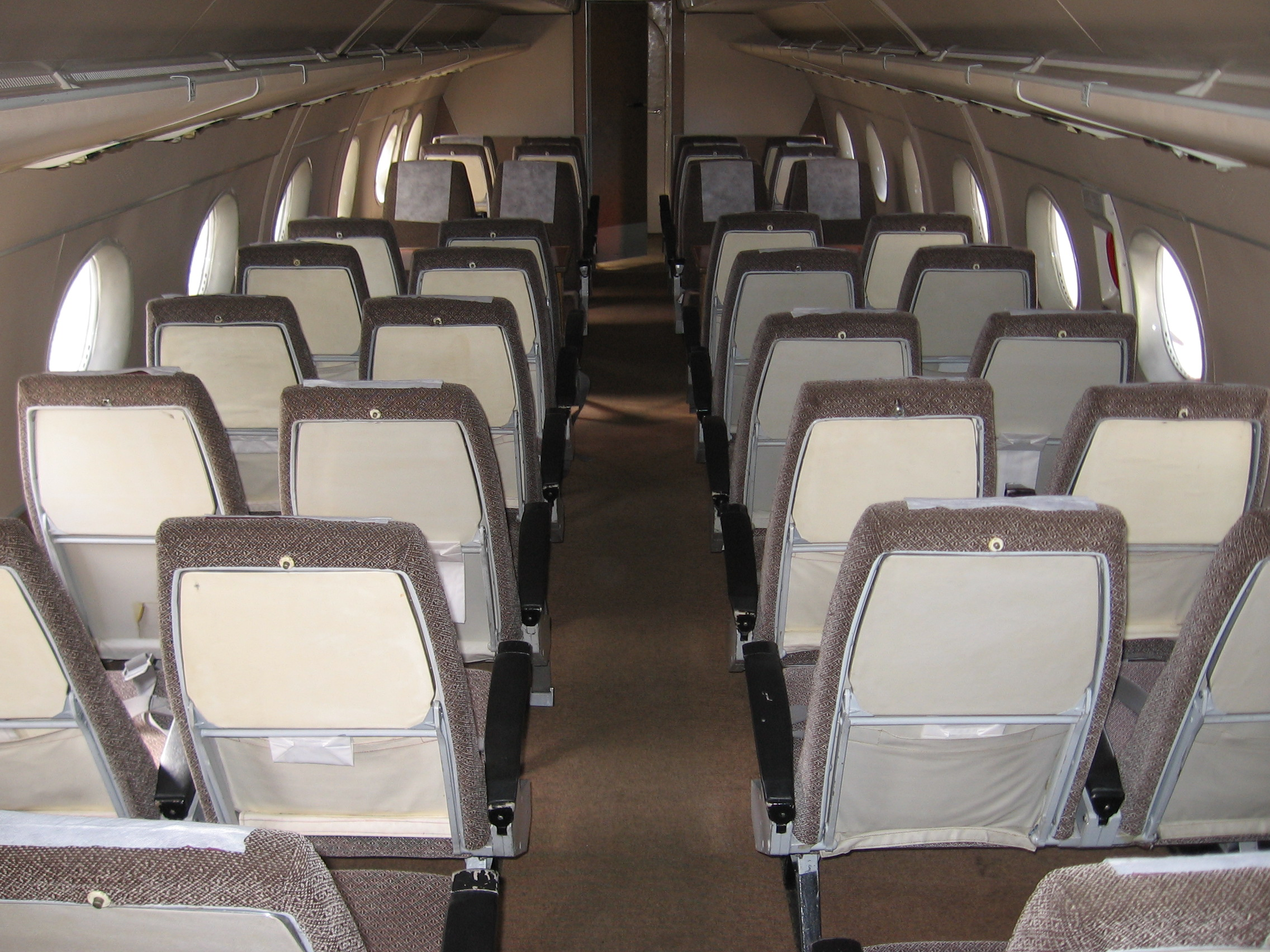
Пасажирський салон Ан-24

Джерело: 
Основні характеристики
- Екіпаж: 3-6 чол.
- Пасажиромісткість: 48-52 чол.
- Вантажопідйомність: 4200 кг
- Довжина: 23,53 м
- Висота: 8,32 м
- Розмах крила: 29,20 м

- Площа крила: 74,98 м²
- Крило у плані: трапецієвидне
- Маса спорядженого: 13750 кг
- Нормальна злітна маса: 18000 кг
- Максимальна злітна маса: 19200 кг
- Маса палива у внутрішніх баках: 3950 л
- Силова установка: 2 × Турбогвинтовий АІ-24  2550 к.с. ( 1875 кВт)
- Повітряний гвинт: АВ-72Т
- Діаметр гвинта: 3,9 м

Льотні характеристики
- Крейсерська швидкість: 420 км/год
- Практична дальність: 990 км
- Перегінна дальність: 2820 км
- Довжина розгону: 500 м
- Довжина пробігу: 500 м

## Модифікації

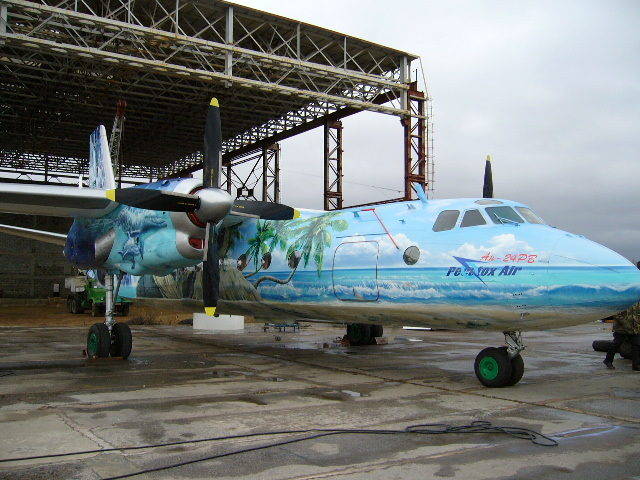
Ан-24 компанії Pecotox Air

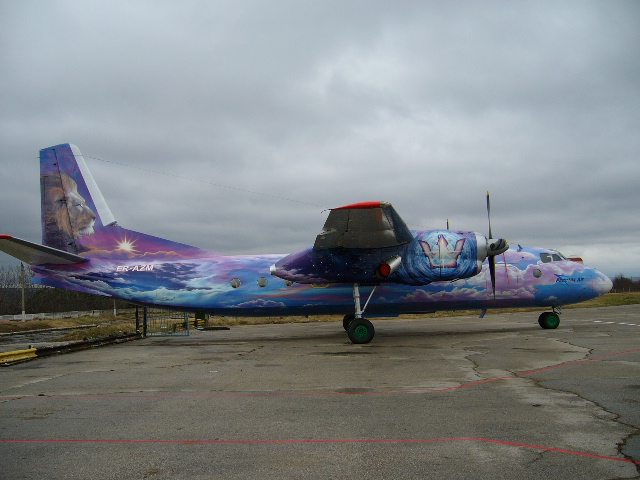
Ан-24 компанії Pecotox Air

### Побудовані
- Ан-24 — перший серійний варіант. Випускався в 1962 році.
- Ан-24 «Нитка» — літак для досліджень природних ресурсів Землі і Світового океану. Виготовлений в 1978 році.
- Ан-24 «Троянда» — летюча лабораторія для відпрацювання обладнання для пошуку підводних човнів. У 1968 році переобладнано один Ан-24Т.
- Ан-24А — пасажирський варіант, розрахований на 44 місця. У 1962–1963 роках виготовлено 200 літаків.
- Ан-24Б — пасажирський варіант із збільшеною до 21 т злітною масою, розрахований на 48-52 місця. Випускався з 1964 року. Виготовлено 400 літаків.
- Ан-24В — експортний варіант Ан-24Б. Випускався з 1964 року.
- Ан-24ЛП — лісопожежний. У 1971 році переобладнано 3 літаки.
- Ан-24ЛР «Торос» — літак льодової розвідки. У 1967 році виготовлено 5 літаків.
- Ан-24ПС — пошуково-рятувальний на базі Ан-24Т.
- Ан-24ПРТ — варіант Ан-24ПС зі спрощеним складом устаткування.
- Ан-24Р — літак радіорозвідки і радіоконтролю.
- Ан-24РВ — варіант Ан-24Б(В) з встановленою в правій мотогондолі ТВД допоміжної силової установки РУ-19А-300.
- Ан-24РР — літак-лабораторія для радіаційної розвідки. У 1967–1968 роках переобладнано 4 літаки.
- Ан-24РТ — військово-транспортний з додатковим двигуном РУ-19А-300. У 1969–1971 роках на Іркутському авіазаводі виготовлено 62 літака.
- Ан-24РТ (Ан-24РТР) — літак-радіоретранслятор.
- Ан-24Т (Ан-34) — військово-транспортний літак на базі Ан-24Б(В). Мав великі вантажні двері в правому борту в передній частині фюзеляжу і двері в лівому борту в хвостовій частині, вантажний люк у хвості. Розроблений в 1961–1965 роках. Перший політ 16 листопада 1965. У 1967–1971 роках на Іркутськом авіазаводі виготовлено 164 літаків.
- Ан-24ШТ — штабний варіант Ан-24. У 1968 році переобладнано 36 літаків.
- Ан-24УШ — навчально-штурманський варіант Ан-24. Відрізнявся 5 робочими місцями штурманів. У 1970 році переобладнано 7 літаків.
- Ан-24ФК (Ан-30) — фотокартографічний варіант (спільна робота ДКБ Берієва і ДКБ Антонова). У 1975–1980 роках на Київському авіаційному заводі виготовлено 115 літаків.
- Ан-26 — військово-транспортний літак. Відрізняється наявністю вантажної рампи в задній частині фюзеляжу, кран-балки та іншого вантажно-розвантажувального обладнання. У 1968–1986 роках виготовлено 1398 літаків.
- Xi'an Y-7 — китайський варіант Ан-24РВ. Перший політ 25 грудня 1970. У 1984–2000 роках виготовлено 70 літаків.
- MA-60 — модернізований варіант Y-7. Випускається з 2000 року Сіаньською авіабудівною компанією.

### Проєкти[5]
- Ан-24АТ — військово-транспортний літак на базі Ан-24А. Відрізнявся з двигунами ТВ2-117ДС з співвісними гвинтами діаметром 4 м.
- Ан-24АТ-У — літак укороченого зльоту і посадки на базі Ан-24АТ (пропонувалася установка порохових прискорювачів ПРД-63 і гальмівних парашутів).
- Ан-24АТ-РД — літак на базі Ан-24АТ з двома двигунами Р27Ф-300.
- Ан-24Д — пасажирський варіант, розрахований 60 місць і дальність польоту до 2700 км.
- Ан-24К — адміністративний (службовий) літак, розрахований на 16-18 місць.
- Ан-44 — транспортний (проєкт). Відрізнявся великими вантажними дверима в лівому борту.
- Ан-50 — з 4 ТРД АІ-25 (проєкт). Розроблений в 1972 році.

## Катастрофи та аварії
За даними на лютий 2011 року було втрачено 146 літаків типу Ан-24.

### СРСР (1970—1990)
| №  | Дата       | Кількість загиблих                         |
| -- | ---------- | ------------------------------------------ |
| 1  | 28.01.1970 | 38                                         |
| 2  | 01.04.1970 | 45                                         |
| 3  | 12.11.1971 | 48                                         |
| 4  | 13.11.1971 | 5                                          |
| 5  | 01.12.1971 | 57                                         |
| 6  | 16.05.1972 | 8 (на землі також 23 дитини та 3 дорослих) |
| 7  | 22.01.1973 | 44                                         |
| 8  | 18.08.1973 | 56                                         |
| 9  | 06.01.1974 | 24                                         |
| 10 | 25.01.1974 | 2                                          |
| 11 | 17.11.1975 | 38                                         |
| 12 | 20.11.1975 | 19                                         |
| 13 | 15.05.1976 | 52                                         |
| 14 | 09.09.1976 | 52                                         |
| 15 | 17.12.1976 | 48                                         |
| 16 | 08.07.1977 | 6                                          |
| 17 | 09.12.1976 | 17                                         |
| 18 | 23.10.1978 | 26                                         |
| 19 | 15.01.1979 | 13                                         |
| 20 | 03.09.1979 | 40                                         |
| 21 | 14.04.1980 | 2                                          |
| 22 | 24.08.1981 | 31                                         |
| 23 | 13.11.1981 | 13                                         |
| 24 | 12.05.1982 | 5                                          |
| 25 | 24.12.1983 | 44                                         |
| 26 | 28.01.1984 | 4                                          |
| 27 | 18.05.1984 | 5                                          |
| 28 | 03.05.1985 | 15                                         |
| 29 | 02.03.1986 | 38                                         |
| 30 | 21.11.1989 | 34                                         |

### Україна (1991 — по т.ч.)
25 вересня 2020 року, о 20:45 (за київським часом), поблизу м. Чугуєва на Харківщині, під час Під час планового навчального польоту розбився військовий літак Ан‑26Ш. Перед злітно-посадковою смугою літак крилом зачепив землю та в результаті падіння вибухнув. В  авіакатастрофі загинуло 25 військовослужбовців, ще один, наступного дня, помер в лікувальному закладі.

### Росія (1991 — по т.ч.)
- 19 серпня 2022 року співробітник аеропорту в аеропорту Білоярський загинув, потрапивши під гвинт літака Ан-24 авіакомпанії UTair Airlines[9].
- 24 липня 2025 року рейс 2311 авіакомпанії Angara Airlines, літак Ан-24РВ, на борту якого перебували 43 пасажири та 6 членів екіпажу, впав на схил пагорба приблизно за 16 км від міста Тинда, Росія. Усі 49 людей на борту — шість членів екіпажу та 43 пасажири — загинули внаслідок аварії[10].